# Dobl
Dobl là một đô thị thuộc huyện Graz-Umgebung bang Steiermark, nước Áo. Đô thị Dobl có diện tích 13,76 km², dân số thời điểm cuối năm 2008 là 1560 người.